# Johannes Eckerström
Johannes Michael Gustaf Eckerström (* 2. července 1986 Göteborg) je švédský metalový zpěvák působící v hudební skupině Avatar. S hudbou začal ve čtyřech letech, kdy se učil hrát na elektrické piano. Jeho první kapelou, která pro něj znamenala hudební posun do světa heavy metalu, se stali Helloween, přestože již tehdy díky svému bratrovi znal skladby skupiny Megadeth. Eckerström je znám svojí image a make-upem, během živého vystupování se stylizuje do role klauna.